# یواس‌اس مرکدیتا (۱۸۶۱)
یواس‌اس مرکدیتا (۱۸۶۱) (به انگلیسی: USS Mercedita (1861)) یک کشتی بود که طول آن ۱۸۳ فوت ۶ اینچ (۵۵٫۹۳ متر) بود. این کشتی در سال ۱۸۶۱ ساخته شد.